# Tainonia
Tainonia is een geslacht van spinnen uit de familie trilspinnen (Pholcidae).

## Soorten
Het geslacht kent de volgende soorten:
- Tainonia bayahibe Huber & Astrin, 2009
- Tainonia cienaga Huber & Astrin, 2009
- Tainonia samana Huber & Astrin, 2009
- Tainonia serripes (Simon, 1893)
- Tainonia visite Huber & Astrin, 2009